# MG GT
La MG GT è un'autovettura prodotta dalla SAIC con marchio Morris Garages dal 2015.

## Profilo e contesto
È stata lanciata in Cina il 1º novembre 2014 come berlina più piccola ponendosi sotto l'MG 6. 
Ha debuttato ufficialmente al Salone dell'auto di Chengdu nel 2014. La MG GT utilizza la stessa piattaforma della precedente MG 5, che successivamente è stata impiegata anche per la Roewe 360. Le motorizzazioni disponibili sono tutte a benzina e comprendono: un 1,5 litri a quattro cilindri in linea in versione aspirata da 105 CV oppure turbo da 130 CV.